# Reuben Povey
Reuben Povey (ur. 2 lipca 1889 w Uitenhage) – południowoafrykański lekkoatleta specjalizujący się w biegach sprinterskich.
Povey reprezentował Związek Afryki Południowej podczas V Letnich Igrzyskach Olimpijskich w 1912 roku w Sztokholmie, gdzie wystartował w dwóch konkurencjach. W biegu na 100 metrów z nieznanym czasem zajął w swoim biegu eliminacyjnym drugie miejsce, co pozwoliło mu zakwalifikować się do fazy półfinałowej. Tam także z nieznanym czasem zajął drugie miejsce w swoim biegu i odpadł z dalszej rywalizacji. W biegu na 200 metrów nieznanym wynikiem zajął drugie miejsce w biegu eliminacyjnym i dostał się do fazy półfinałowej, gdzie w swoim biegu z nieznanym czasem uplasował się na piątej lokacie i odpadł z dalszej rywalizacji.
Rekordy życiowe:
- bieg na 100 jardów – 10,0 (1913)
- bieg na 200 metrów – 21,9 (1908)